# 22199 Klonios
22199 Klonios è un asteroide troiano di Giove del campo greco. Scoperto nel 1960, presenta un'orbita caratterizzata da un semiasse maggiore pari a 5,3200913 UA e da un'eccentricità di 0,0797508, inclinata di 9,06428° rispetto all'eclittica.
L'asteroide è dedicato a Clonio, capitano acheo originario della Beozia.